# Menhir de Kernanouët
Le menhir de Kernanouët, appelé aussi Pierre Longue, est situé à Saint-Gildas dans le département français des Côtes-d'Armor.

## Protection
Il a été inscrit au titre des monuments historiques en 1965.

## Description
Le menhir mesure 2,75 m de hauteur. Il est en granite porphyroïde. À environ 175 m au sud-est, se dresse le menhir de Botudo.